# Gjorgji Čekovski
Gjorgji Čekovski (en macédonien : Ѓорѓи Чековски), né le 11 décembre 1979 à Skopje, est un joueur macédonien de basket-ball. Il évolue au poste d'ailier fort.

## Palmarès
- Champion de Macédoine 1998, 1999, 2001, 2002, 2003, 2012, 2013, 2014
- Coupe de Macédoine 1998, 2003, 2012, 2013, 2014, 2015
- Champion de Bulgarie 2005, 2006, 2007
- Coupe de Bulgarie 2006, 2007
- MVP des finales du championnat de Macédoine 2001, 2002, 2013
- MVP de la coupe de Macédoine 2015